# Hayward (Wisconsin)
Hayward ist eine Kleinstadt (mit dem Status „City“) und Verwaltungssitz des Sawyer County im US-amerikanischen Bundesstaat Wisconsin. Im Jahr 2010 hatte Hayward 2318 Einwohner und war damit die größte Stadt im County.

## Geografie
Hayward liegt im mittleren Nordwesten Wisconsins beiderseits des Namekagon River, der über den Saint Croix River zum Stromgebiet des Mississippi gehört. In der Stadtmitte ist der Namekagon River zum Hayward Lake aufgestaut.
Die geografischen Koordinaten von Hayward sind 46°00′36″ nördlicher Breite und 91°28′50″ westlicher Länge. Das Stadtgebiet erstreckt sich über eine Fläche von 8,7 km² und ist vollständig von der Town of Hayward umgeben, ohne dieser anzugehören.
Der Chequamegon National Forest liegt rund 20 km östlich von Hayward.
Die Nachbarorte von Hayward sind Phipps (8,5 km nordöstlich), Little Round Lake (14 km ostsüdöstlich), Stone Lake (21,5 km südlich) und Springbrook (20,5 km südwestlich).
Die nächstgelegenen größeren Städte sind Duluth am Oberen See in Minnesota (120 km nordwestlich), Wausau (258 km südöstlich), Green Bay am Michigansee (408 km in der gleichen Richtung), Wisconsins Hauptstadt Madison (450 km südsüdöstlich), Eau Claire (168 km südlich) und die Twin Cities (Minneapolis und Saint Paul) in Minnesota (212 km südwestlich).

## Verkehr
Durch Hayward führen der U.S. Highway 63 sowie die Wisconsin State Highways 27 und 77. Alle weiteren Straßen sind untergeordnete Landstraßen, teils unbefestigte Fahrwege sowie innerörtliche Verbindungsstraßen.
In Hayward endet eine aus südwestlicher Richtung kommende Eisenbahnlinie für den Frachtverkehr der Canadian National Railway (CN).
Mit dem Sawyer County Airport liegt 3,7 km nordöstlich des Stadtzentrums ein kleiner Flugplatz. Die nächsten Verkehrsflughäfen sind der Duluth International Airport (129 km nordwestlich), der Chippewa Valley Regional Airport in Eau Claire (158 km südlich) und der Minneapolis-Saint Paul International Airport (227 km südwestlich).

## Geschichte
Hayward wurde nach Anthony Judson Hayward, dem Erbauer der ersten Sägemühle der Umgebung, benannt.

## Tourismus

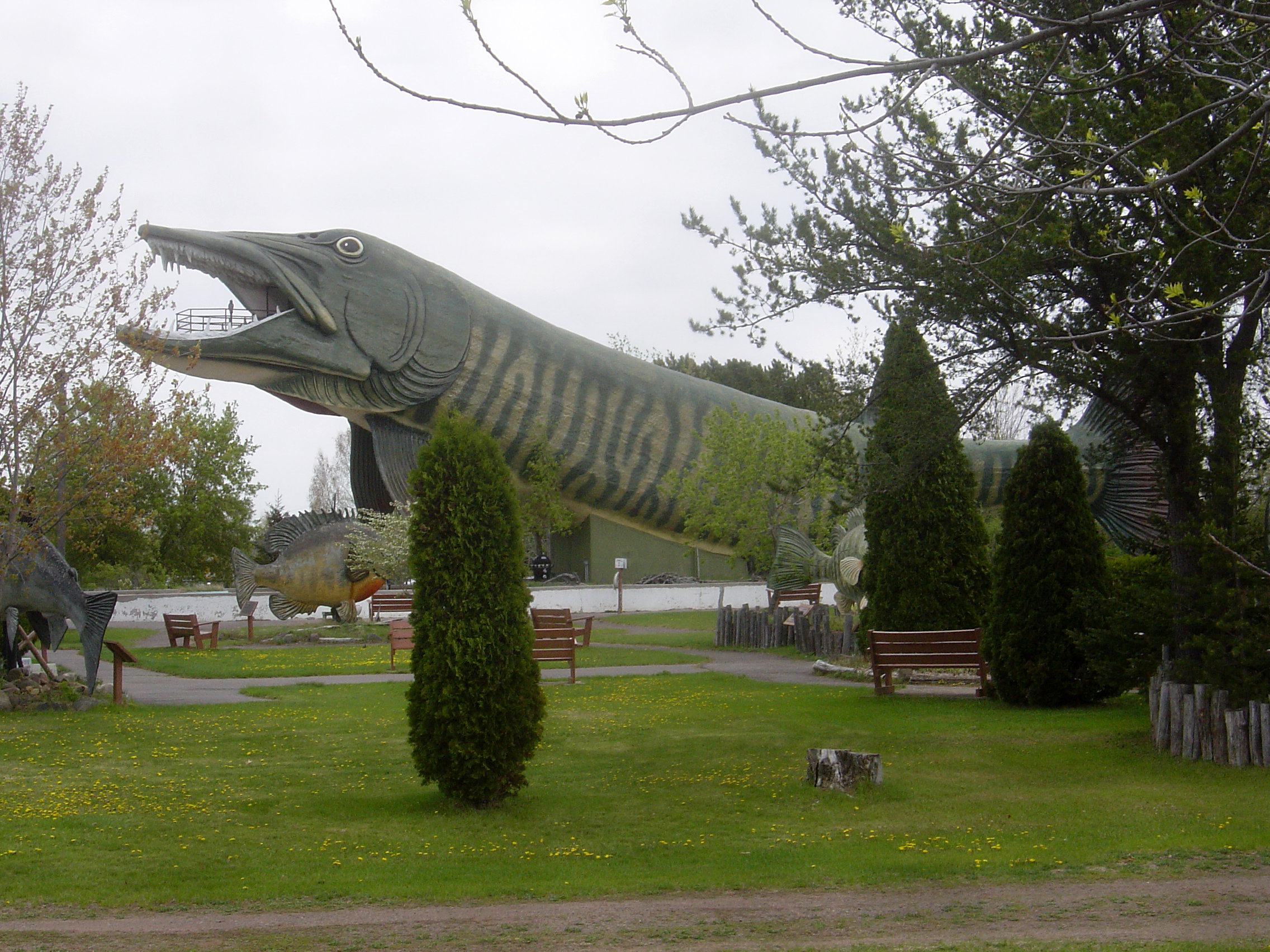
Der weltgrößte Muskie in der National Fresh Water Fishing Hall of Fame

Hayward ist Austragungsort der jährlichen Lumberjack World Championships. In der National Fresh Water Fishing Hall of Fame, einem Süßwasserfischmuseum, gibt es die mit 61 Meter größte Nachbildung eines Muskellunge.
Der American Birkebeiner, ein Skimarathon des Worldloppet-Skiverband, wird in Hayward ausgetragen.

## Bevölkerung
Nach der Volkszählung im Jahr 2010 lebten in Hayward 2318 Menschen in 1048 Haushalten. Die Bevölkerungsdichte betrug 266,4 Einwohner pro Quadratkilometer. In den 1048 Haushalten lebten statistisch je 2,1 Personen. 
Ethnisch betrachtet setzte sich die Bevölkerung zusammen aus 83,3 Prozent Weißen, 0,4 Prozent Afroamerikanern, 11,8 Prozent amerikanischen Ureinwohnern, 0,9 Prozent Asiaten sowie 0,3 Prozent aus anderen ethnischen Gruppen; 3,2 Prozent stammten von zwei oder mehr Ethnien ab. Unabhängig von der ethnischen Zugehörigkeit waren 2,5 Prozent der Bevölkerung spanischer oder lateinamerikanischer Abstammung. 
23,7 Prozent der Bevölkerung waren unter 18 Jahre alt, 55,5 Prozent waren zwischen 18 und 64 und 20,8 Prozent waren 65 Jahre oder älter. 52,5 Prozent der Bevölkerung waren weiblich.
Das mittlere jährliche Einkommen eines Haushalts lag bei 25.565 USD. Das Pro-Kopf-Einkommen betrug 17.080 USD. 34,4 Prozent der Einwohner lebten unterhalb der Armutsgrenze.

## Städtepartnerschaften
Es besteht eine Städtepartnerschaft mit Lillehammer in Norwegen.

## Bekannte Bewohner
- Sean Duffy (* 1971) – seit 2011 republikanischer Abgeordneter des US-Repräsentantenhauses – geboren in Hayward
- Corrine Malcolm (* 1990) – Biathletin – geboren in Hayward
- Allen Rivkin (1903–1990) – Drehbuchautor – geboren in Hayward